# Aclastus longicauda
Aclastus longicauda är en stekelart som beskrevs av Horstmann 1980. Aclastus longicauda ingår i släktet Aclastus och familjen brokparasitsteklar. Arten är reproducerande i Sverige. Inga underarter finns listade i Catalogue of Life.